# Rostislav Kiša
Rostislav Kiša (* 24. prosince 1978, Ostrava) je český fotbalový záložník, vítěz 1. české ligy ze sezony 2003/04 (v dresu FC Baník Ostrava).

## Klubová kariéra
Je odchovancem FC Baník Ostrava, se kterým vyhrál v sezoně 2003/04 ligový titul. V sezoně 2004/05 hostoval v Opavě. V létě 2005 přestoupil do Jablonce, ale za rok už byl zpátky v Opavě. V roce 2011 odešel do Německa, kde působil v nižších soutěžích v klubu SV Blau Weiss 90 Neustadt/Orla.
Poté hrál za Nový Jičín a v září 2013 přešel do krajského přeboru do klubu Pustá Polom a v roce 2016 do 1.B třídy Moravskoslezského kraje do týmu TJ Spálov.